# Вермонтвил (Мичиген)
Вермонтвил (енгл. Vermontville) град је у америчкој савезној држави Мичиген.

## Демографија
По попису из 2010. године број становника је 759, што је 30 (-3,8%) становника мање него 2000. године.
| Група             | 2000.       | 2010.       |
| Белци             | 765 (97,0%) | 719 (94,7%) |
| Афроамериканци    | 0 (0,0%)    | 0 (0,0%)    |
| Азијати           | 2 (0,3%)    | 2 (0,3%)    |
| Хиспаноамериканци | 4 (0,5%)    | 18 (2,4%)   |
| Укупно            | 789         | 759         |